# Marcelo Rolón
Marcelo Daniel Rolón Figueredo (Asunción, Paraguay, 21 de julio de 1984) es un futbolista paraguayo. Actualmente juega en el fútbol amateur de la ciudad de San Javier.

## Carrera
Comenzó su carrera jugando por el Victoria de su país natal en el 2001, luego en el 2003 pasa al Sol de América.
En el 2004 se va a la Primera División de Chile, específicamente a Palestino, 
Después de eso se marcha a Fernández Vial de la Primera división B chilena luego a Club Deportivo Magallanes y a la temporada siguiente llega a Deportivo Temuco
El 2008 llega a Deportes Copiapó y despue Rolón fue fichado por Municipal Iquique de la Primera División de Chile.
Al año siguiente juega por el Club Social de Deportes Rangers de la Primera B del fútbol chileno.
El 2014 aparece jugando por el club amateur chileno Juvenil Seminario de la Asoc. Villa San Agustín de Talca en el Torneo Nacional de Clubes Campeones Zona Sur.

## Clubes
| Club                       | País     | Año           |
| -------------------------- | -------- | ------------- |
| Victoria                   | Paraguay | 2001-2002     |
| Sol de América             | Paraguay | 2003          |
| Palestino                  | Chile    | 2004          |
| Fernández Vial             | Chile    | 2005          |
| Magallanes                 | Chile    | 2006          |
| Deportivo Temuco           | Chile    | 2007          |
| Deportes Copiapó           | Chile    | 2008          |
| Municipal Iquique          | Chile    | 2009          |
| Rangers                    | Chile    | 2010          |
| Independiente              | Paraguay | 2011          |
| Juvenil Seminario de Talca | Chile    | 2014          |
| Club Deportivo Liceo       | Chile    | 2022-presente |